# Mietlica pospolita
Mietlica pospolita (Agrostis capillaris L.) – gatunek rośliny należący do rodziny wiechlinowatych (traw). Jako gatunek rodzimy występuje w strefie umiarkowanej Eurazji. Ponadto zawleczony na oba kontynenty amerykańskie i do Australii. W Polsce jest bardzo pospolity na całym obszarze, zarówno na niżu, jak i w górach.

## Morfologia

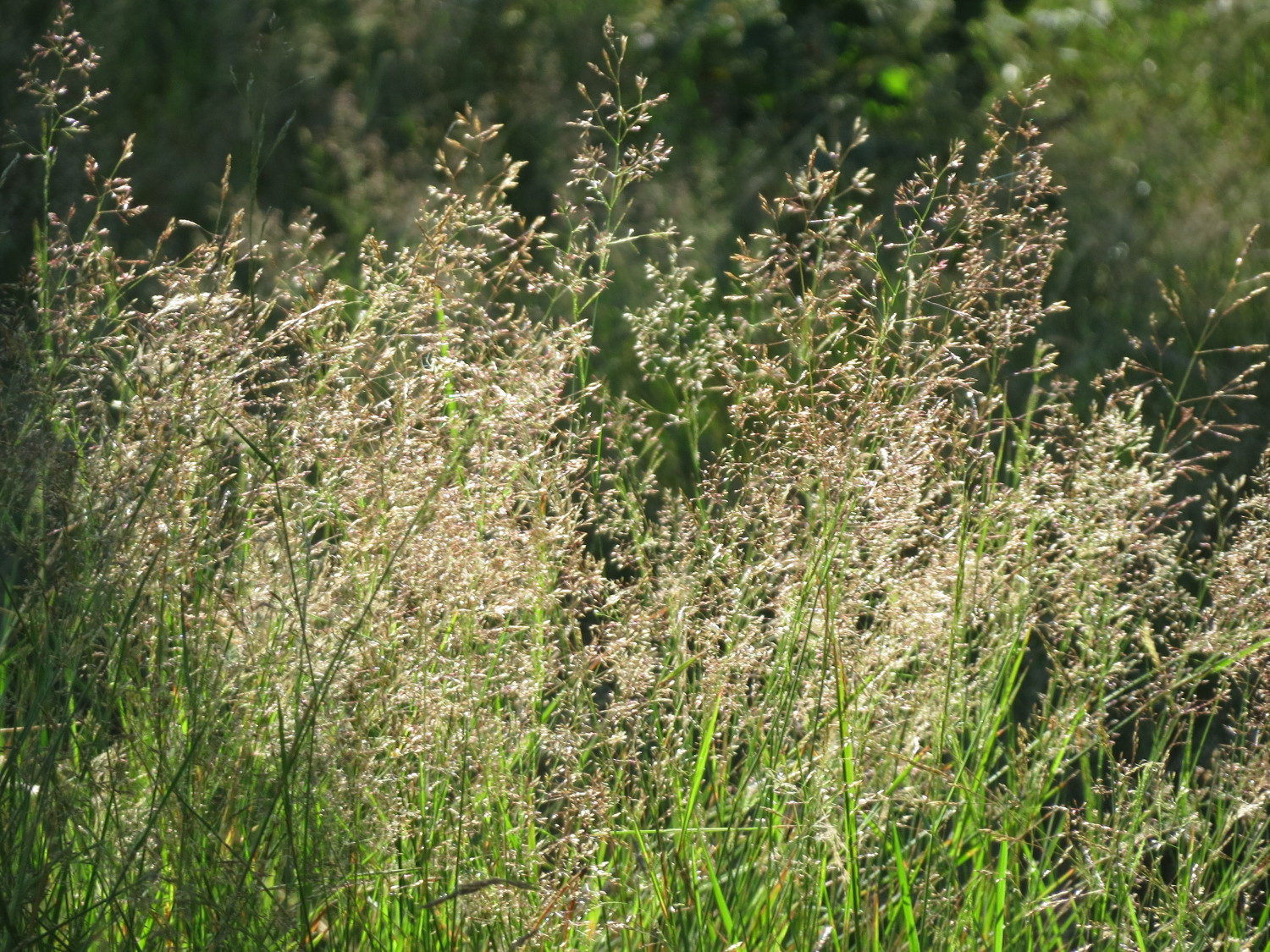
Pokrój

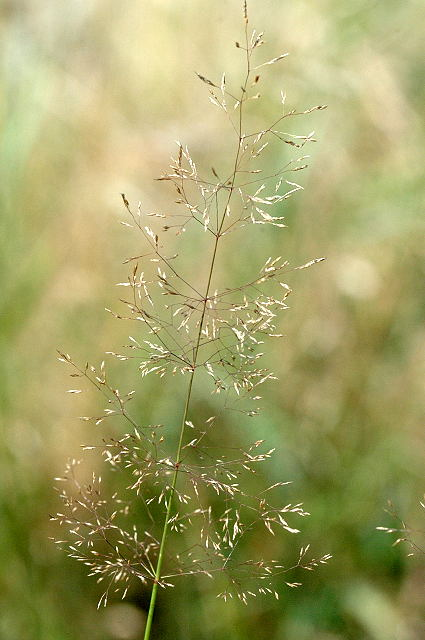
Kwiatostan

ŁodygaCienkie, ukośnie podnoszące się źdźbło o wysokości 10(30)–70(90) cm. W dolnej części źdźbło zakorzenia się. Pod ziemią roślina wytwarza rozłogi o długości do 20 cm. Pędy płonne są wydłużone.
LiścieŻywozielone. Języczki na najwyższej blaszce liściowej są krótkie (0,3–1 mm) i ucięte.
KwiatyZebrane w czerwonofioletową wiechę o kłoskach zebranych na końcach gałązek. Wiecha ma długość 1-15(20 cm) i również po przekwitnięciu jest rozpierzchła. Gałązki wiechy są cienkie, gładkie, czasami faliste i odstające poziomo. Kłoski nie posiadają ości, mają długość 2–2,5 mm i odstają na wszystkie strony. Plewy długie i ostro zakończone, plewki górne mają grubość 0,5–0,75 grubości plewki dolnej.

## Biologia
Bylina. Kwitnie od czerwca do lipca. Jest wiatropylna. Liczba chromosomów 2n=28. Kiełkowanie nasion jest pobudzane przez światło. Skoszona odrasta dość słabo.

## Ekologia
Siedlisko: łąki, świetliste lasy, wrzosowiska, murawy, zbocza, pastwiska, poręby leśne. Hemikryptofit. Spotykana jest głównie na glebach suchych i średnio żyznych lub jałowych. W górach występuje aż po piętro kosówki. Dobrze znosi suszę. Wykazuje cechy metalofitu. W klasyfikacji zbiorowisk roślinnych gatunek charakterystyczny dla Ass. Sieglingio-Agrostietum i gatunek wyróżniający dla klasy (Cl.) Violetea-calaminariae.

## Zmienność
Tworzy mieszańce z mietlicą psią, m. olbrzymią i m. rozłogową.

Występuje w 2 podgatunkach:
- A. capillaris L. ssp. capillaris – ma wzniesioną lub kolankowato podnoszącą się łodygę o długości 20–90 cm i krótkie kłącze. Pospolicie występuje w lasach i na łąkach
- A. capillaris L. ssp. repens (Schur.) Schwartz – roślina tworząca luźne poduchy, o łodydze zakorzeniającej się. Często występują pędy płonne, rozmnaża się za pomocą rozłogów. Występuje na wrzosowiskach, głównie na piaszczystym podłożu.

## Zastosowanie
Jest uprawiana jako roślina łąkowa. Na łąkach nizinnych uważana jest za roślinę o średniej wartości pokarmowej, na łąkach górskich ma większą wartość, gdyż tworzy tutaj naturalne zespoły roślinności. Na glebach ubogich pojawia się samorzutnie, tak, że nie trzeba jej tutaj wysiewać. Znajduje się w rejestrze roślin uprawnych Unii Europejskiej. Używana jest również do obsiewania trawników.